# Martiel
Martiel è un comune francese di 945 abitanti situato nel dipartimento dell'Aveyron nella regione dell'Occitania.
Il territorio di Martiel ospita l'Abbazia di Loc-Dieu.

## Società

### Evoluzione demografica
Abitanti censiti